# Limonia kashmirica
Limonia kashmirica är en tvåvingeart som först beskrevs av Edwards 1927.  Limonia kashmirica ingår i släktet Limonia och familjen småharkrankar. Inga underarter finns listade i Catalogue of Life.